# یواس‌اس کومودور موریس (۱۸۶۲)
| پیشینه            | پیشینه                                       |
| مالک              | United States Navy ensign                    |
| ----------------- | -------------------------------------------- |
| آغاز کار:         | ۱ سپتامبر ۱۸۶۲                               |
| به دست آورده شده: | ۵ اوت ۱۸۶۲                                   |
| اعزام:            | ۱۹ نوامبر ۱۸۶۲                               |
| مشخصات اصلی       |                                              |
| وزن:              | ۵۳۲ تن بزرگ (۵۴۱ تن)                         |
| درازا:            | ۱۵۴ فوت (۴۷ متر)                             |
| پهنا:             | ۳۲ فوت ۶ اینچ (۹٫۹۱ متر)                     |
| آبخور:            | ۸ فوت ۶ اینچ (۲٫۵۹ متر)                      |
| سرعت:             | ۷ گره (۸٫۱ مایل بر ساعت؛ ۱۳ کیلومتر بر ساعت) |

یواس‌اس کومودور موریس (۱۸۶۲) (به انگلیسی: USS Commodore Morris (1862)) یک کشتی بود که طول آن ۱۵۴ فوت (۴۷ متر) بود. این کشتی در سال ۱۸۶۲ ساخته شد.